# Mīān Melk
Mīān Melk (persiska: ميان ملک, مِيان مُلك, ميان مُلك, چَپَك رود) är en ort i Iran.   Den ligger i provinsen Mazandaran, i den norra delen av landet, 170 km nordost om huvudstaden Teheran. Antalet invånare är 334.
Terrängen runt Mīān Melk är mycket platt. Runt Mīān Melk är det tätbefolkat, med 636 invånare per kvadratkilometer. Närmaste större samhälle är Jūybār, 10,8 km söder om Mīān Melk. Trakten runt Mīān Melk består till största delen av jordbruksmark.